# 珊瑚冬青
珊瑚冬青（学名：Ilex corallina）为冬青科冬青属的植物，是中国的特有植物。分布于中国大陆的贵州、重庆、四川、甘肃、湖北、湖南、云南等地，生长于海拔400米至3,000米的地区，一般生长在山坡灌丛和杂木林中，目前尚未由人工引种栽培。

## 别名
红果冬青（峨眉植物图志），红珊瑚冬青（秦岭植物志）

## 异名
- Ilex aberrans Hand.-Mazz.
- Ilex corallina Franch. var. aberrans Hand.-Mazz.
- Ilex corallina Franch. var. macrocarpa S. Y. Hu
- Ilex corallina Franch. var. pubescens S. Y. Hu